# 大湊ネブタ

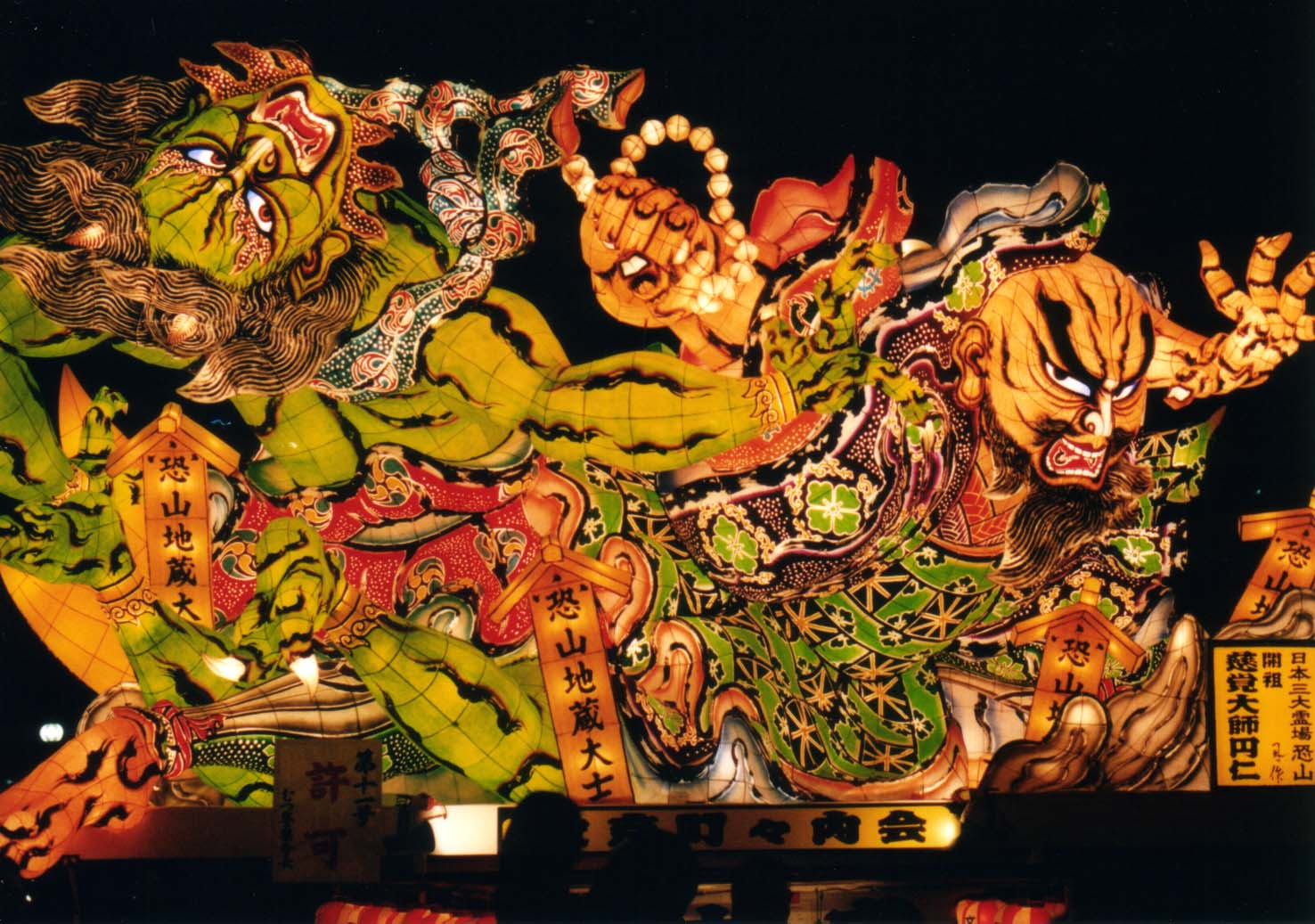
大湊ネブタの山車灯籠／2003年の作品例1基。

大湊ネブタ（おおみなとねぶた）は、青森県むつ市の大湊地区（+城ヶ沢）で行われるねぶたである。

## スタイル
大湊ネブタは青森ねぶたの企業ねぶたとは違い、主に地域住民の手によって制作、運行されるねぶたである。人形ねぶたが主で、ねぶたをその地域の住民が長いロープで曳いて練り歩く。しかし、坂の多い街であるため、また人手不足の理由から町内回りや合同運行集合場所へ向かうときは車やトラックで牽引することもしばしばある。
ミニねぶたなど町内・団体を表す先立ち、流し踊り、曳き手、ねぶた本体、太鼓と篠笛の囃子方。という順に並んで運行している。基本的には青森ねぶたにいるハネトがいないねぶたである。
電線や道幅によってねぶた本体の大きさが制限されており、横幅約7m、奥行約3m 高さ約5m（台車含む）で青森ねぶたより一回り小型である。
8月第一週の金・土・日（町内によっては木曜から）に開催。
大湊地区の町内会
【城ヶ沢】【桜木町】【宇田町】
【大湊上町】【大湊浜町】【大湊新町】【大平町】
【山田町】
上の町内会に加え、
【海上自衛隊】【むつ市職員互助会】
計10団体で行われる。

近年では、ねぶた製作者の人手不足も深刻な問題となっており、合同運行には参加せず、各町内会でのみのサイズダウンしたねぶた運行を行う町内会もある。

## 合同運行
祭りの期間の2日目と3日目の2日間はすべての参加団体が集まり、合同運行が行われる。合同運行初日は、むつ市宇田町から大湊駅付近まで運行され、各ねぶたの採点が行われる。最終日にはその受賞のお披露目を兼ねて市運動公園から大湊駅前商店街まで運行される。
1885年頃から現在の形式で合同運行するようになったといわれる。

## その他下北地域のねぶた
大湊ネブタの他、下北地方には各地にねぶたがある。むつ市田名部・同市川内町・同市脇野沢・同市大畑、および風間浦村、東通村、佐井村でも行われている。
川内町を除いて、多くは子どもねぶたである。
川内町のねぶたの正調囃子は、大湊とは著しく異なり、県内でも独特な激しくもメロディアスな囃子であり（川内地区から大湊地区の文京町にも伝わった）、青森市同様に跳ねるねぶたである。掛け声も｢ラッセラーラッセッラー｣以外に｢イッチャヤレ、ヤーレ、ヤーレ｣と言う掛け声がある。1960年以前には、方形の台（天の川を意味する雲漢の文字が書かれている）の上に八角形の皿、その上に、組ねぶたの背面に見送りと呼ばれる額が付いた自作の山車を使用していたようである。しかし、過疎化などの影響で、長年、使用済の大湊（城ケ沢含む）等のネブタをレンタルするか買取って開催されて来ていた（見送りを取り付けるため、背面を壊す場合もあり、レンタルでは多少の摩擦があった）。近年では、復興の意識等から住民の製作によるものも出している。
大湊、脇野沢、川内のネブタ囃子

## ねぶたの起源
江戸時代中期の紀行家菅江真澄は、日記に大畑でも行われていると書いている。ねぶたは津軽地方や外ヶ浜だけのものではない。また、近年になって青森を真似たものでもない。江戸時代にはすでに下北地方でも行われていたのである。ねぶたの起源はわかっていない。